# 本杰明·迪奥克诺

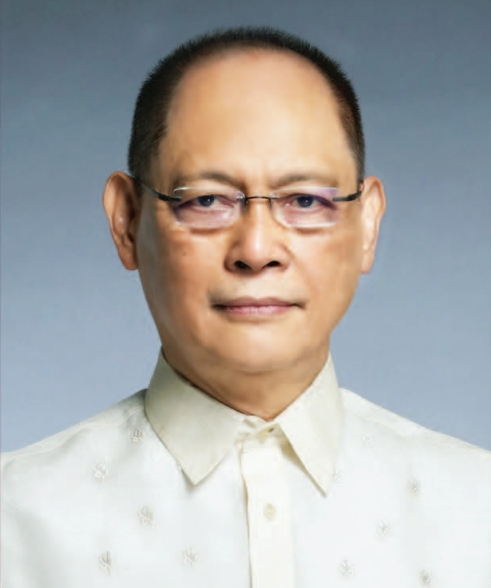
本杰明·埃斯托斯塔·迪奥克诺

本杰明·埃斯托斯塔·迪奥克诺（英語：Benjamin Estoista Diokno，1948年3月31日—），是菲律宾的经济学家，曾任菲律宾中央银行行长、预算和管理部部长。